# Eero Leväluoma
Eero Leväluoma (6 de junio de 1896 – 18 de noviembre de 1969) fue un actor y director finlandés.

## Biografía
Su nombre completo era Eero Kullervo Leväluoma, y nació en Helsinki, Finlandia. Leväluoma inició su carrera en la productora Suomi-Filmi, donde dirigió el documental Finlandia (1922). Junto a Kalle Kaarna, Uuno Eskola y Oscar Lindelöf fundó en 1927 otra productora, Aquila, que sin embargo cesó pronto su actividad por desacuerdos internos. La única película de la empresa fue Ei auta itku markkinoilla (1927). 
En 1942 Leväluoma fue cofundador de Fenno-Filmi, donde trabajó como actor y director, entre otros puestos, entre los años 1942 y 1947. En total, a lo largo de su trayectoria entre los años 1922 y 1958 actuó en un total de 55 producciones cinematográficas.
Leväluoma también empezó a trabajar para el departamento teatral de Yleisradio en el año 1945. Él y Markus Rautio fueron nombrados los primeros directores de radioteatro (Radioteatteri) cuando se fundaron las emisiones en el año 1948.
Eero Leväluoma falleció en Helsinki en el año 1969.

## Filmografía como actor (selección)
- 1922 : Rakkauden kaikkivalta - Amor Omnia
- 1938 : Paimen, piika ja emäntä
- 1942 : Uuteen elämään
- 1950 : Hallin Janne
- 1958 : Nuori mylläri